# Université médicale nationale de Donetsk
L'université nationale de médecine de Donetsk (en russe : Донецкий национальный медицинский университет, en ukrainien : Донецький національний медичний університет) est une université qui se trouve à Donetsk, à l'Est de l'Ukraine. Elle a été fondée en 1930.

## Structure de l'université
L'université est composée des 6 facultés suivantes :
- Médecine ;
- Pédiatrie ;
- Dentiste ;
- Pharmacie ;
- Infirmier ;
- Santé publique ;

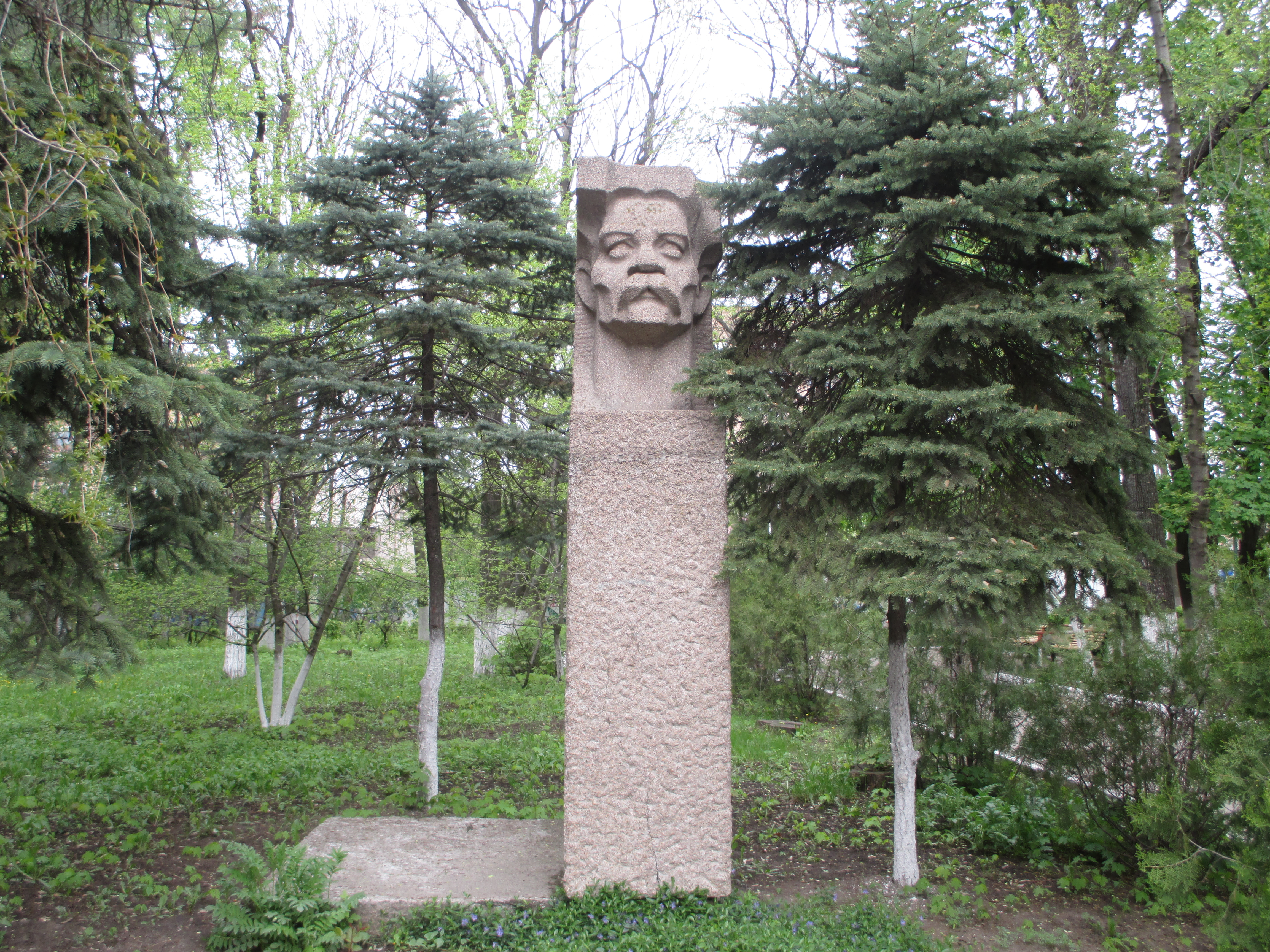
Buste de Maxime Gorki classé
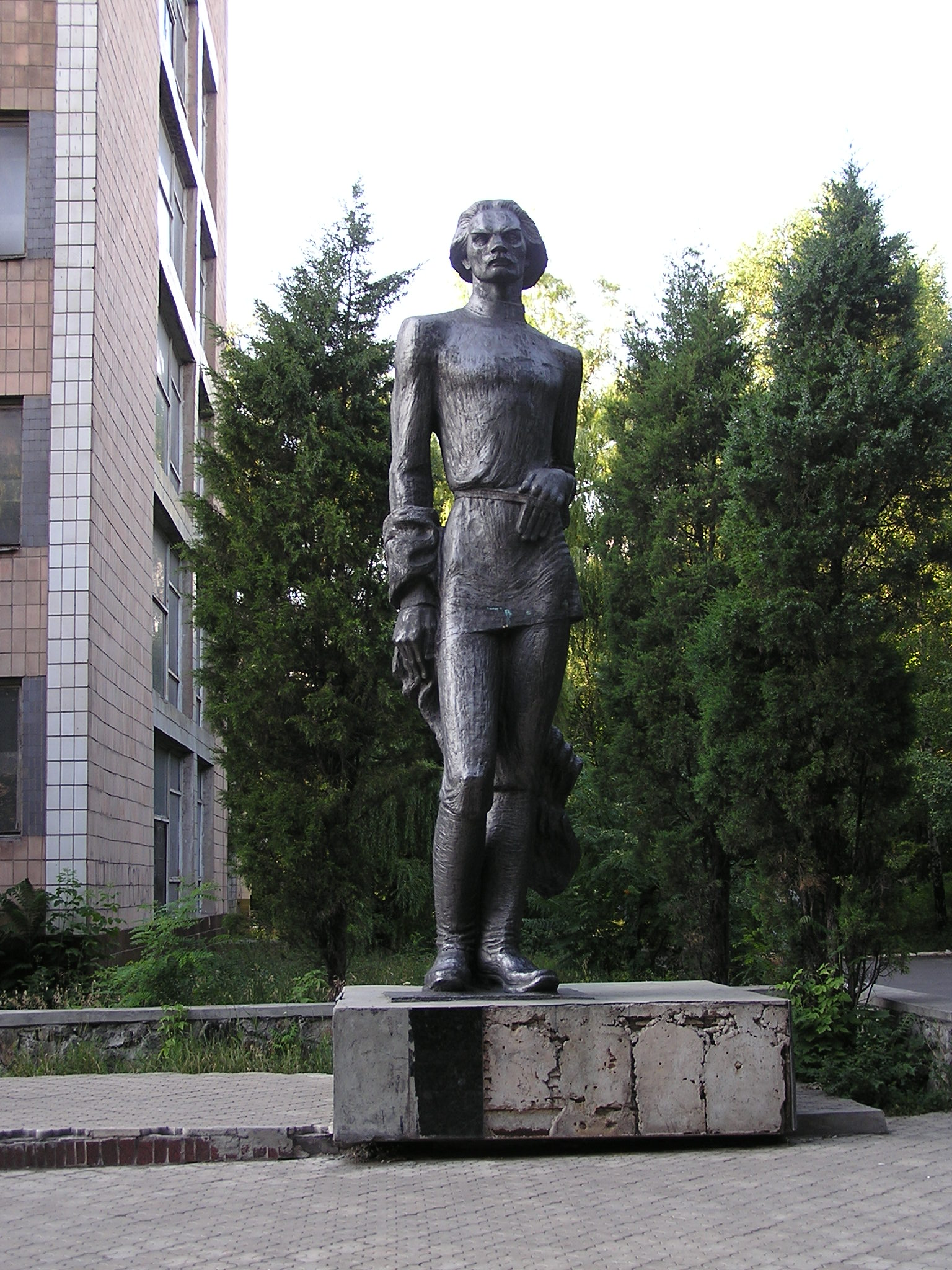
monument Gorki classé
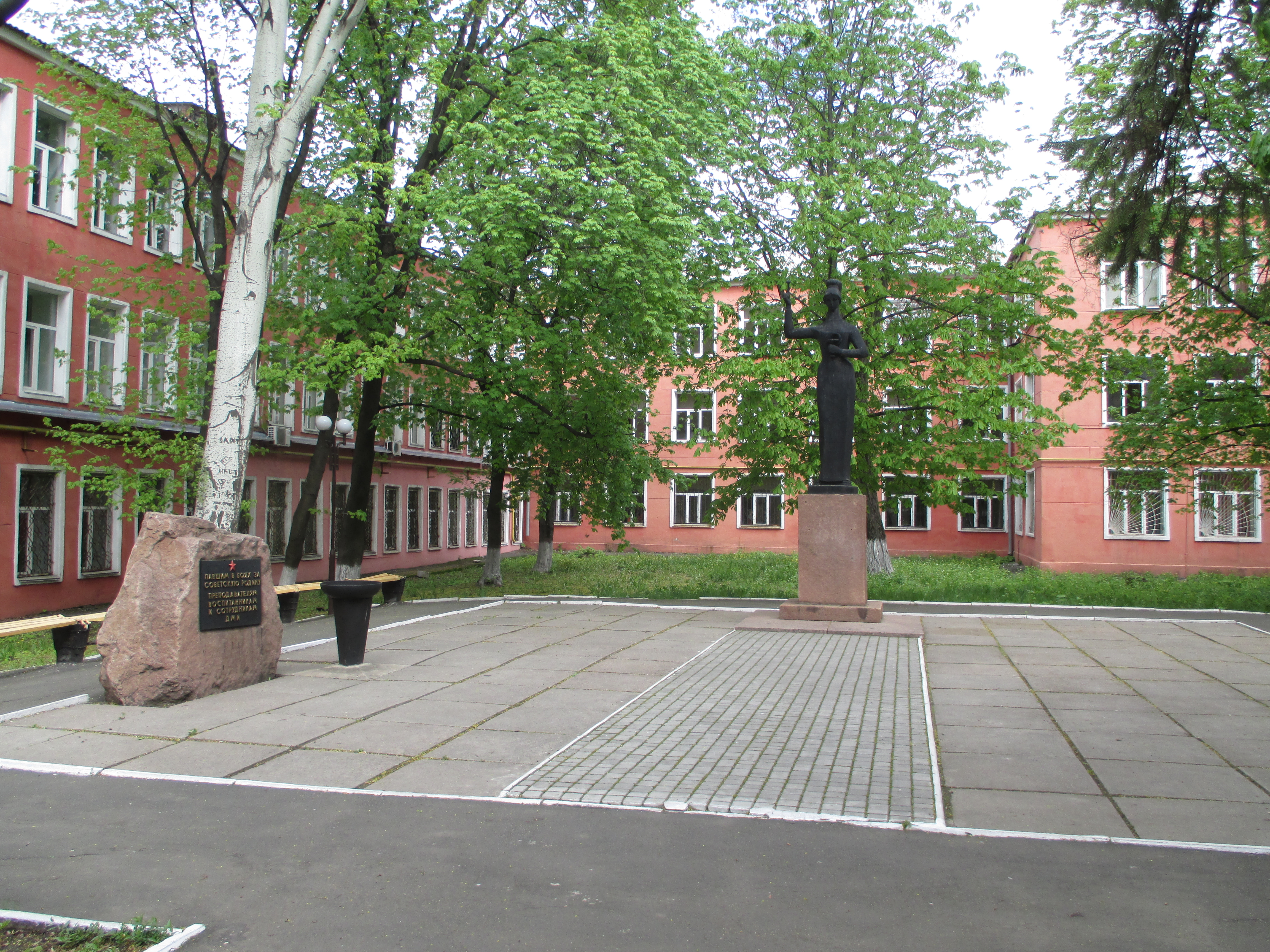
monument aux morts.